# (131696) 2001 XT254
2001 أكس تي 254 (ويعرف أيضًا باسم (131696) 2001 أكس تي 254 وفق تسمية الكوكب الصغير) (بالإنجليزية: 2001 XT254)‏ هو كويكب ضمن حزام الكويكبات؛ وترتيبه 131696 من حيث الاكتشاف.
اكتُشف هذا الجُرم الفلكي بواسطة سكوت شيبارد في 9 ديسمبر 2001.

## وصلات خارجية
- (131696) 2001 XT254 في قاعدة بيانات مختبر الدفع النفاث لأجرام النظام الشمسي الصغيرة

- الاكتشاف · مخطط المدار ·  العناصر المدارية · المعلمات المادية

- (131696) 2001 XT254 على موقع ويكي سكاي: DSS2, SDSS, GALEX, IRAS, Hydrogen α, X-Ray, Astrophoto, Sky Map, Articles and images